# جوسكين ديبري
جوسكين دي بري [جوسكين ليبلوات دي ديبري] (
تنطق بالفرنسية: [ʒɔskɛ̃ depʁe]، حوالي عام 1450/1455 – 27 من أغسطس 1521م)، المُشار إليه عادةً باسم جوسكين فقط، كان مؤلفًا فرنسيًا فلمنكيًا لعصر النهضة. ويُعرَف أيضًا باسم جوسكين ديبري، وباللاتينية جوسكينوس براتنسيس، أو جودوكس براتنسيس، بالرغم من أنه نفسه أعرب عن التهجئة المفضلة لديه لاسمه، وهي جوسكين دي بري، في متوَّجة بالقطعة الموسيقية الدينية التي ألَّفها باسم إليباتا داي فيرغو نيوتركس. وقد كان أشهر مؤلف موسيقي أوروبي بين جيوم دوفاي وباليسترينا، وعادةً ما يُعتبر أهم شخصية في المدرسة الفرنسية الفلمنكية. ويعتبر علماء الموسيقى جوسكين أول من أتقن أسلوب عصر النهضة العالي للموسيقى الصوتية متعددة النغمات التي كانت لا تزال في مهدها أثناء حياته.
خلال القرن السادس عشر، حظي جوسكين تدريجيًا بشهرته كأعظم مؤلف موسيقي للعصر، ونالت براعة تقنيته وتعبيره إعجابًا وتقليدًا عالميين. وكتب العديد من الكتاب المختلفين أمثال بالداساري كاستيليوني ومارتن لوثر حول شهرته وصيته؛ وشهد واضعو النظريات أمثال هاينريش جلاريان وجيوزيفو زارلينو بأن أسلوبه أفضل تمثيل للامتياز. وقد كان محل إعجاب عظيم لدرجة أن العديد من المؤلفات الموسيقية مجهولة المصدر نُسِبت إليه من قِبل النُساخ، غالبًا لزيادة مبيعاتهم. ويُنسَب إليه أكثر من 370 عملاً؛ ولم يُطعَن في صحة بعض هذه الأعمال المنسوبة إليه خطأً سوى بعد ظهور المعرفة التحليلية الحديثة، وذلك على أساس الخصائص الأسلوبية وأدلة المخطوطات. ورغم شهرة جوسكين الهائلة، التي استمرت حتي بدايات عصر الباروك، وأُعيد إحياؤها في القرن العشرين، فإن سيرته ضبابية، وما نعرفه عن شخصيته يقترب من اللاشيء. والعمل الوحيد الباقي وربما يكون بخط يده هو رسم على جدار كنيسة سيستين، وذكر واحد فقط معاصر لشخصيته في رسالة إلى إركولي الأول دوق فيرارا. إن حياة العشرات من المؤلفين الموسيقيين الأقل أهمية في عصر النهضة موثقة بشكل أفضل من حياة جوسكين.
ألَّف جوسكين كلاً من الموسيقى المقدسة والعلمانية، بجميع الصور الصوتية المميزة لعصره، ومنها الجماعية والموتيت والشانسون وفروتولا. وخلال القرن السادس عشر، أُشيد بكلٍ من موهبته التلحينية واستخدامه للأدوات التقنية الإبداعية. وفي العصر الحديث، حاول الباحثون التحقق من التفاصيل الأساسية لسيرته، وتعريف الخصائص الأساسية لأسلوبه من أجل تصحيح ما نُسِب إليه خطأً، وهي المهمة التي أثبتت صعوبتها، إذ أن جوسكين أحب حل المشكلات التأليفية بطرق مختلفة في مؤلفات متتالية؛ ففي بعض الأحيان ألَّف موسيقى تتسم بأسلوب جامد مجرد من التزيين، وفي أحيان أخرى ألَّف موسيقى تتطلب قدرًا من البراعة الفنية الفائقة. وقد كتب هاينريش جلاريان في عام 1547 أن جوسكين لم يكن فقط «فنانًا مبدعًا رائعًا» - أو «متباهٍ» - لكنه كان قادرًا كذلك على أن يكون «ساخرًا» من خلال استخدامه الهجاء بشكل فعال. ورغم تركيز البحث العلمي في السنوات الماضية على نزع الموسيقى من «أثر جوسكين» (ومن بينها بعض من أشهر أعماله) وإعادة نسبها إلى معاصريه، فإن ما تبقى من هذه الموسيقى يمثل بعضًا من أشهر موسيقى عصر النهضة وأكثرها استمرارية.

## تسجيلات
- 1993 – Renaissance-polyfonie in Brugge. The Songbook of Zeghere van Male.. Capilla Flamenca. Eufoda 1155. Contains a recording of O intemerata and Mille regretz.
- 1996 – Pierre de la Rue . Missa Alleluia. Music at the Burgundy Court. Capilla Flamenca. Eufoda 1232. Contains a recording of Gaude Virgo and Huc me sidereo by Josquin des Prez
- 1996 – Oh Flanders Free. Music of the Flemish Renaissance: Ockeghem, Josquin, Susato, De la Rue. Capilla Flamenca. Alamire LUB 03, Naxos 8.554516. Contains a recording of El grillo, Guillaume se va chaufer and Kyrie from Missa la sol fa re mi by Josquin des Prez
- 1998 – Margarete – Maximilian I. Musik um 1500. Capilla Flamenca with La Caccia, Schola Cantorum Cantate Domino Aalst, Schola Gregoriana Lovaniensis. ORF Shop CD 265 (2 CDs). Contains a recording of Adieu mes amours by Josquin des Prez.
- 2000 – Magic. Flanders Recorder Quartet and friends. Contains a recording of Mille Regretz and Scaramella by Josquin des Prez.
- 2002 – Pierre de la Rue: Missa de septem doloribus. Capilla Flamenca and Psallentes. MEW 0207. Contains a recording of Stabat mater by Josquin des Prez.
- 2005 – Dulcis Melancholia. Biographie musicale de Marguerite d’Autriche. Capilla Flamenca. MEW 0525. Contains a recording of Belle pour l'amour de vous, Plus nulz regretz and Que vous madame / In pace by Josquin Desprez.
- 2007 – Désir D'aymer. Love Lyrics Around 1500: From Flanders To Italy. Capilla Flamenca. Eufoda 1369. Contains a recording of Baisés moy (4 voices and 6 voices) and O venus bant by Josquin des Prez.
- 2007 – Salve Mater Salve Jesu. Chant and Polyphony From Bohemia Around 1500. Capilla Flamenca and Schola Gregoriana Pragensis, with Barbara Maria Willi. KTC 1346. Contains a recording of Qui velatus facie fuisti by Josquin des Prez.

## وصلات خارجية
- جوسكين ديبري على موقع IMDb (الإنجليزية)
- جوسكين ديبري على موقع الموسوعة البريطانية (الإنجليزية)
- جوسكين ديبري على موقع ميوزك برينز (الإنجليزية)
- جوسكين ديبري على موقع إن إن دي بي (الإنجليزية)
- جوسكين ديبري على موقع أول ميوزيك (الإنجليزية)
- جوسكين ديبري على موقع ديسكوغز (الإنجليزية)

- "Josquin Deprés". الموسوعة الكاثوليكية. نيويورك: شركة روبرت أبيلتون. 1913.
- Free access to high-resolution images of manuscripts containing works by Josquin from Digital Image Archive of Medieval Music
- Josquin biography and discography
- Listen to free recordings of compositions from Umeå Akademiska Kör.
- Motet Ave Maria as interactive hypermedia (Shockwave required) at the BinAural Collaborative Hypertext